# Minas din Tokat
Minas din Tokat, alternativ Minas Tokatți, (în armeană Մինաս Թոխաթցի; n. 1510, Tokat, Turcia – d. 1621, Lwów, Coroana Regatului Poloniei⁠(d), Polonia-Lituania) a fost un poet și menestrel (gusan) armean din secolele al XVI-lea și al XVII-lea.

## Viața și opera
S-a născut în anul 1510 în orașul anatolian Tokat din Imperiul Otoman (azi în Turcia). În 1540 a imigrat la Camenița și de acolo la Suceava. În 1563 s-a mutat în orașul Liov (azi Lviv din Ucraina). A fost diacon și secretar al arhiepiscopului comunității armene locale, Grigor Varagheți, iar în perioada 1572-1619 a lucrat la Tribunalul Armenesc din Liov, motiv pentru care a fost numit uneori Lovandați (Lvovski) sau Lehați (Polski). S-a ocupat cu cercetarea manuscriselor armenești și a scris poezii. A murit la Liov la vârsta de 111 ani. 
Moștenirea literară a lui Minas Tokatți este foarte diversă, fiind formată din poezii cu conținut atât religios, cât și laic, atât tragic, cât și satiric. El a scris atât în limba veche grabar, cât și în limba populară așharabar - limba vorbită în acea vreme. Cele mai cunoscute scrieri sunt „Cânt de jălire asupra armenilor din Țara vlahilor” (în armeană «Ողբ ի վերայ Օլախաց երկրին հայերուն», 1552) și „Laudă harissei" (în armeană «Գովասանք հերիսի», 1563). „Cântul de jălire” evocă persecuția din motive religioase a armenilor din Moldova în anii 1551-1552 de către domnul Ștefan Rareș. Minas a fost un martor ocular al acelor evenimente, iar poemul său conține informații istorice importante. „Laudă harissei” este un poem satiric despre mâncarea armeană harissa; prin tot felul de laude și prin exagerarea caracteristicilor acestui fel de mâncare, autorul ridiculizează de fapt apetitul oamenilor lacomi. Este format din 200 de versuri, scrise în așharabar.
Ediții ale scrierilor și studiilor biografice
- Реликвии армянской литературы = Նշխարք մատենագրութեան հայոց. — Izdatelstvo A. A. Kraevskogo, Sankt Petersburg, 1884. — 72 p.
- Cânt de jălire asupra armenilor din Țara vlahilor / traducere de Grigore M. Buiucliu. — Tipografia „Gutenberg” Joseph Göbl, București, 1895. — 44 p.
- Пять певцов-скитальцев: епископ Вртанес Срнкеци; писец Минас Тохатеци; иерей Степанос Тохатеци; иерей Акоп Тохатеци; епископ Лазарь Тохатеци. Биографические сведения и сочинения = Հինգ պանդուխտ տաղասացներ: Վրթանէս եպիսկոպոս Սռնկեցի; Մինաս դպիր Թոխաթեցի;  Ստեփանոս երէց Թոխաթեցի; Յակոբ երէց Թոխաթեցի; Ղազար եպիսկոպոս Թոխաթեցի. Կենսագրական տեղեկութիւններ եւ բնագիրներ / alcătuită de N. A. Akinian — Izdatelstvo Mhitaristov, Viena, 1921. — pp. 57—114. — 224 p.

## Legături externe
- Câteva poezii ale lui Minas Tokatți